# دينيس ماتسوكيفيتش
دينيس ماتسوكيفيتش (بالروسية: Денис Мацукевич)‏ مواليد 28 مارس 1986 في مينسك، هو لاعب كرة مضرب روسي يلعب باليد اليمنى. أعلى تصنيف له في الفردي كان المركز الـ 244 في سنة 2011. أعلى تصنيف له في الزوجي كان المركز الـ 155 في سنة 2009.

## روابط خارجية
- دينيس ماتسوكيفيتش على موقع رابطة محترفي التنس (الإنجليزية)
- دينيس ماتسوكيفيتش على موقع الاتحاد الدولي لكرة المضرب (الإنجليزية)
- دينيس ماتسوكيفيتش على موقع خلاصة التنس.كوم (الإنجليزية)
- دينيس ماتسوكيفيتش على موقع إي إس بي إن.كوم (الإنجليزية)